# 被遺忘的國度
被遺忘的國度（Forgotten Realms）是TSR公司设计的一个關於著名纸上角色扮演游戏龍與地下城的戰役設定。在1980年代是游戏界称之为“金盒子”系列的主轴之一。由遊戲設計者艾德·格林伍德所創造。

## 簡介

TSR在1987年推出的第一版被遺忘的國度的战役集

被遺忘的國度原本設定為艾德·格林伍德私人的龙与地下城戰役集和連載在Dragon雜誌的一系列文章。這一時期加入的許多構想成為被遺忘的國度的核心設定。
TSR后来收购了这个设定，并且在1987年推出首套戰役设定集。在1990年成為龍與地下城最受歡迎的設定。它的名氣藉著數打的小說和許多電腦遊戲(柏德之門系列、冰風之谷系列和絕冬城之夜系列)開始迅速走紅。此時納入了深水城、月影島等地區，形成了费伦大陸的雛形。
1989年，以被遺忘的國度為背景的小說《圣者三部曲》暢銷。艾德等人設定了更多的遊戲規則，擴大了地圖。世界各地也有上千名的創作者加入。R·A·萨尔瓦多在1989年到1991年間完成了《冰風之谷》和《黑暗精靈三部曲》。
1993年，TSR推出新版設定集。

## 特点
被遺忘的國度系列的设定，采用開放架構，由整个系列的所有作者合作创造，所有的主要历史事件以及其他的修改都要经过所有作者的同意才可以进行。也因此，虽然TSR经历了许多的并购和转手，但是被遺忘的國度系列仍然能够持续的繁荣发展下去。

## 背景设定
在被遺忘的國度的设定中，几乎吸收了人类世界中所出现过的各种文明，包括了蛮族、爱斯基摩人、埃及人、阿兹特克人、日本文化、印度文化、中国文化等，也因此在游戏中能够体验到巨大的文化差异性。

### 地理
在被遺忘的國度裡，世界由各个不同的界域所组成。一般所称的世界，是其中的物质界，其他的世界还有异域世界、星界等。异世界的生物可以通过连接各个世界的界道往来于各层界。
被遺忘的國度主要聚焦在名为艾伯尔-托瑞尔（通常被简称为托瑞尔）的行星上。托瑞尔有費倫、卡拉图、马兹特克等大陸和其他不特定的陸塊。雖然托瑞尔是位于龍與地下城界域設定的物質界中，一些冒險亦可能踏足其他存在界域。其他界域的拜訪者亦常常造訪费伦。
- 費倫：托瑞尔世界的中心。几十个王国、数以百计的城邦、散布在各地无法计算的部落、村庄、和聚集地点缀着这片大陆。著名的國度包括安姆、卡麗杉、塞爾、銀月聯邦等。费伦中央是月之海（英语：Moonsea）。
- 马兹特克：类似于玛雅文明的丛林帝国，位于费伦西方。
- 卡拉图：包括了類似於蒙古和中国文明的东方文化的大帝国，位于费伦東方。
- 札哈拉（英语：Zakhara）：位于费伦南方，类似于古阿拉伯文明。
- 劍灣（英语：Sword Coast）：费伦西方的海岸，海岸線最北方是世界之脊（英语：Spine of the World (Forgotten Realms)），沿海岸線往南依次是絕冬城，深水城和博德之門以及安姆帝國。

### 历史
被遺忘的國度中历史背景的设定十分庞大。历法是古代一位叫做疯狂阿加萨的预言家预先撰写出来的，后来又由先知阿兰多继续撰写。某个年代的名字是以这个年代所发生的重大事件的名称命名的。
开始的纪年是采用“开垦认可日”（Dalereckoning）的方式，以人类和精灵在科曼多森林立下奠基之石之年定为谷地奠基元年（DR 0），之前的年份用负数表示。在1358 DR之年，诸神被神上之神打落凡间，称为“动荡之年”（Time of Troubles），之后人们将这一年定为“现世之年”（Present Reckoning，PR 0）。被打落人间的诸神为寻找重回天界的命运石板，展开了一系列的征战。在小说《圣者三部曲》（Avatar Trilogy）中，暴政之神班恩（Bane）就在这些战争中被人类给消灭了。

### 宗教
艾伯尔-托瑞尔是一个魔法盛行的世界。國度內為多神泛靈信仰系統。这里诸神林立，有各种正教、邪教，甚至没有神明的伪教。
神祇是世界的一部分，他们也被分成多个阶层。他們與凡人互動，回應祈禱，並有各自的目的。在國度的歷史上亦有一些凡人昇神。神祇在物質界擁有諸多的信徒、牧師、圣骑士、Proxies和選民。龍與地下城的主職業牧師和圣骑士，為獻身的信徒付出貢獻並由特定神祇處得到力量。選民是凡人信徒得到神祇力量的一部分，並作為他們神祇的凡世代表。最著名的是 Mystra（蜜斯拉）的選民，如阴影谷的艾尔明斯特。在所有神祇之上為神上之神(Ao)。神上之神通常並不干涉俗世，也因此，信奉神上之神被認為是沒有意義。
在这个世界，除了各种种族之间的斗争外，善神与邪神之间的斗争和竞争，也是这个世界冲突的重要组成部分。

### 角色
被遺忘的國度的设定中最出名的角色有法师伊尔明斯特(Elminster)和黑暗精灵游侠崔斯特·杜垩登(Drizzt Do'Urden)。
此外，在被遺忘的國度中还存在两个主要的秘密组织：
- 代表善良力量的竖琴手同盟（Harpers）
- 代表邪恶力量的散塔林会（Zhentarim）

### 系列小說
黑暗精靈三部曲 The Dark Elf Trilogy
冰風之谷三部曲 The Icewind Dale Trilogy 
血脈系列The Legacy of the Drow 
黑暗之途系列Paths of Darkness
獵人之刃三部曲The Hunter's Blade 
變遷系列 Transitions
牧师五部曲 The Cleric Quintet  
博德之門三部曲Baldur's Gate Trilogy    
費蘭的英雄/魔池三部曲The Pools Trilogy
月影島三部曲 The Moonshae Trilogy
瑪兹特克三部曲Douglas Niles Maztica 
傭兵三部曲The Sepllwords 
恩崔立三部曲 Entreri Trilogy      
發現者之石三部曲The Finder's Stone Trilogy     
珊卓傳奇Shandril's Saga        
聖者系列The Avatar Series 
帝國三部曲The Empires Trilogy   
星光和陰影Starlight and Shadows  
豎琴者系列The Harpers    
大法师歸来Return of the Archwizards       
貴族系列Nobles        
海上的威脅三部曲The Threat from the Sea Trilogy        
科米爾传奇The Cormyr Saga        
耐色瑞爾三部曲Netheril Trilogy        
桑比亞系列Sembia Series        
失落的帝國系列Lost Empires        
雙鑽石三角傳奇The Double Diamond Triangle Saga        
伊爾明斯特系列Elminster         
議員和國王Counselors& Kings        
蛛后之戰系列War of the Spider Queen        
巨蛇王朝三部曲House of Serpents        
德鲁依之家三部曲The Druidhome Trilogy             
聖者陰影三部曲The Shadow of the Avatar Trilogy    
盗賊系列The Rogues        
戰士系列The Fighters Series        
法師系列The Wizards Series        
牧師系列The Priests Series        
狂亂巨龍三部曲The Year of Rouge Dragon Trilogy        
艾瑞維斯.凱勒三部曲 Erevis Cale Trilogy        
Once Around The Realms         
Evermeet: Island of Elves永聚島   
The Shadow Stone 陰影之石       
A Grand Tour of the Realms 國度的高塔      
All Shadows Fled 萬影逃離  
The Glass Prison 玻璃監獄      
Silverfall: Stories of the Seven Sisters費倫七姐妹的故事

## 相關漫畫
- 崔斯特傳奇(黑暗精靈三部曲)
- 黑暗映像
- 血脈
- 伊爾明斯特在法師集會

## FR設定集
- 世界設定-被遺忘國度世界設定集
- 世界設定-費倫玩家手冊
- 世界設定-信仰與殿堂
- 世界設定-費倫玩家手冊
- 世界設定-費倫威權
- 世界設定-黑暗之主
- 世界設定-深水城
- 世界設定-黑暗深淵
- 世界設定-銀色邦聯
- 世界設定-南境閃耀
- 世界設定-蛇人王國
- 世界設定-絕境之東
- 世界設定-失落帝國
- 世界設定-費倫族裔
- 世界設定-蛛后之城

## 参看
- 龍與地下城